# 斯坦·金布罗
斯坦利·R·金布罗（英語：Stanley R. Kimbrough，1966年4月24日—），美国NBA联盟前职业篮球运动员。